# DYO Karşıyaka
DYO Karşıyaka – żeński klub piłki siatkowej z Turcji. Został założony w 1912 roku z siedzibą w Izmirze. Występuje w Voleybolun 1.Ligi.